# Algemene verkiezingen in Liberia (1997)

Charles Taylor werd met 75,33% van de stemmen tot president gekozen

De algemene verkiezingen in Liberia van 1997 vonden op 19 juli van dat jaar plaats en behelsden de verkiezing van een parlement en een nieuwe president. De presidentsverkiezingen werden gewonnen door Charles Taylor die 75,33% van de stemmen kreeg. De grootste partij werd zowel in het Huis van Afgevaardigden (49 zetels) en de Senaat (21 zetels).
De West-Afrikaanse vredesmacht ECOMOG hield toezicht op het verloop van de verkiezingen.

## Uitslagen
| Partij                          | Partij                          | Presidentskandidaat             | Stemmen | %      | Zetels HvA | Zetels Senaat |
| ------------------------------- | ------------------------------- | ------------------------------- | ------- | ------ | ---------- | ------------- |
|                                 | National Patriotic Party        | Charles Taylor                  | 468.443 | 75,33  | 49         | 21            |
|                                 | Unity Party                     | Ellen Johnson Sirleaf           | 59.557  | 9,58   | 7          | 3             |
|                                 | All Liberia Coalition Party     | Alhaji G.V. Kromah              | 25.059  | 4,02   | 3          | 2             |
|                                 | Alliance of Political Parties   | Cletus Wotorson                 | 15.969  | 2,57   | 2          | 0             |
|                                 | United People's Party           | Gabriel Baccus Matthews         | 15.604  | 2,51   | 2          | 0             |
|                                 | Liberian People's Party         | Togba-Nah Tipoteh               | 10.010  | 1,61   | 1          | 0             |
|                                 | Overige kandidaten/zetels       |                                 | 27.238  | 4,37   | 0          | 0             |
| Totaal                          | Totaal                          | Totaal                          | 621.880 | 100,00 | 64         | 26            |
|                                 |                                 |                                 |         |        |            |               |
| Geregistreerde kiezers/ Opkomst | Geregistreerde kiezers/ Opkomst | Geregistreerde kiezers/ Opkomst | 751.430 | -      |            |               |
| Bron: AED                       |                                 |                                 |         |        |            |               |